# Índex de Lerner
L'índex de Lerner (L), introduït per Abba Lerner el 1934, descriu la capacitat de control sobre un mercat (o poder de mercat) d'una empresa. L'índex assumeix que, com més gran sigui el control sobre el mercat que una empresa tingui, més cars seran els seus productes respecte als preus que es donarien en un mercat en competència perfecta.

Exemple de càlcul -seguint Cournot- de maximització de guany (corba TR). Atès que les vendes totals (línia AR) augmenten amb disminució de preus, segueix que Ingressos marginals (línia MR) divergeixen, augmentant més lentament. Noteu que guany/ingrés total és 0 tant a màxim de preus (a causa de no venda) com a “venda total” (no preus) segueix que la maximització de guany es troba en algun punt intermedi, específicament (i assumint costos de producció constants, en aquest cas 0): al punt que línia MR creua l'eix de quantitat (disminueix a 0). A partir d'això, vendes addicionals –a menor preu– disminueixen el guany.

Potser la forma més fàcil d'aproximar el significat de l'índex de Lerner és a partir de l'anàlisi de Cournot de la fixació de preus per una empresa monopòlica: considereu una empresa el preu de mercat del qual pot variar entre 20 i 0 unitats. A un preu de vint ven una unitat del seu producte que proporciona (assumint, per tal de simplificar, 0 costos de producció) un guany de 20. A preus superiors, no ven res, amb nul guany. A l'altre extrem, a 0 preu “ven” 100 unitats, però, atès que no hi ha preus, tampoc hi ha guany. Aquests són els marges absoluts de preu de mercat. Assumint que el valor de l'elasticitat sigui constant, qualsevol variació de preus representa un canvi similar a la demanda (en aquest cas, 5 unitats), però òbviament l'empresa no produirà a preus per sobre de 20 o iguals o menors a 0.
L'objectiu de l'anàlisi és trobar el punt en què la relació preu-quantitat venuda maximitza el guany de l'empresa. Seguint l'exemple: un preu de 20 ven una unitat amb guany de vint. Un preu de 19 ven 5 unitats amb guany de 5 x 19=95. A preu 18 ven 10 unitats amb guany de 180. Des de l'altre extrem: a preu 0 ven 100 unitats a guany 0. A preu 1 ven 95 unitats a guany 95. A preu 2 ven 90 unitats a guany 180, i així successivament. Com es pot observar, el guany augmenta des de tots dos extrems cap a algun punt intermedi.
L'índex de Lerner busca proporcionar un criteri pel qual un observador extern a l'empresa pot determinar la capacitat d'una empresa d'efectuar aquesta anàlisi sense considerar les accions d'altres, o, en altres paraules, efectuar modificacions als preus sense cap altra consideració que l'efecte a la demanda i costos de producció.
Atès que en un mercat amb competència perfecta els preus de mercat (P) serien iguals al cost marginal de producció (CM), l'índex de Lerner (L) es defineix per la diferència entre aquestes quantitats, dividides (per tal d'establir una mesura fraccional) pel preu de mercat (P).
| Símbol             | Nom                        |
| ------------------ | -------------------------- |
| {\displaystyle L}  | Índex de Lerner            |
| {\displaystyle P}  | Preu de mercat             |
| {\displaystyle CM} | Cost marginal de producció |

L'índex varia entre un màxim d'1 i un mínim de 0, on un nombre més gran implica un poder de mercat més gran. Per a una empresa en competència perfecta (on P = CM), L = 0; significant que una empresa no té poder de mercat.
Per exemple, considereu una empresa monopòlica el cost marginal de producció de la qual sigui 1 i el preu de mercat sigui 10. La fórmula donaria un resultat de 9/10 o 0,9. D'altra banda, considereu una empresa el preu de mercat de la qual sigui 4 i el seu cost marginal de producció sigui 3. El resultat seria 1/4 o 0,25.
L'índex de Lerner és equivalent al valor negatiu de l'invers de la fórmula d'elasticitat de la demanda en relació amb el preu ({\displaystyle E_{d}}) que confronta l'empresa quan el preu P és escollit per maximitzar el guany tenint en compte l'existència d'aquest poder de mercat:
| Símbol                | Nom                            |
| --------------------- | ------------------------------ |
| {\displaystyle E_{d}} | Demanda en relació amb el preu |

En altres paraules, l'Índex de Lerner (L) és el valor invers i negatiu de la relació que hi ha entre el preu que una indústria cobra pel seu producte i la demanda del mateix al mercat.
| Símbol                | Nom                            |
| --------------------- | ------------------------------ |
| {\displaystyle L}     | Índex de Lerner                |
| {\displaystyle E_{d}} | Demanda en relació amb el preu |

Això es descriu tècnicament dient que l'índex de Lerner descriu la relació entre elasticitat econòmica i els marges o límits de preu per a una empresa que busca maximitzar-ne el benefici. Si l'índex de Lerner no pot ser més gran que un, l'elasticitat no pot ser més gran que - 1 (el valor absolut de l'elasticitat de la demanda no pot ser inferior a un). La interpretació d'aquesta relació matemàtica és que una empresa que busca la maximització dels seus beneficis mai no actuarà sobre la porció inelàstica de la corba de demanda. (és a dir, l'empresa no modificarà els seus preus tret que aquesta modificació impliqui un canvi en la demanda tal que augmenti el guany).
Més en general es considera que l'índex representa una mesura de la ineficiència en l'eficiència assignativa, o ineficiència en la distribució i ús dels recursos econòmics.
S'ha argumentat que el principal problema amb aquesta mesura és que és difícil adquirir (calcular) la informació necessària sobre els preus i, en particular, els costos de les empreses. Tot i això, s'addueix que hi ha maneres, fins i tot sense accés a aquesta informació, d'estimar empíricament el valor de L.